# ココロの食卓 〜おかえり愛しき詩たち〜
『ココロの食卓 〜おかえり愛しき詩たち〜』（ココロのしょくたく おかえりいとしきうたたち）は、藤田恵美のカバー・アルバム。2008年9月17日発売。発売元は、ポニーキャニオン。

## 解説
高音質フォーマットのSuper Audio CD仕様でリリースされた、カヴァー・アルバム。「Camomile」シリーズでは洋楽ポップスやオールディーズ・ナンバーをカヴァーしていたが、日本のJ-POP・歌謡曲を本格的にカヴァーしたのは、ソロになってからは本作品が初めてとなった。
唯一のセルフカヴァーとなる「ひだまりの詩」が収録された。ラスト・ナンバーとして収録されている「愛の景色」は、自らの作詞・作曲によるオリジナル楽曲である。

## 収録曲
1. 酒と泪と男と女
  - 作詞・作曲: 河島英五、編曲: 西海孝
2. アザミ嬢のララバイ
  - 作詞・作曲: 中島みゆき、編曲: 西海孝
3. 乙女のワルツ
  - 作詞: 阿久悠、作曲: 三木たかし、編曲: 佐藤準
4. 木蘭の涙
  - 作詞: 山田ひろし、作曲: 柿沼清史、編曲: 佐藤準
5. 蘇州夜曲
  - 作詞: 西条八十、作曲: 服部良一、編曲: 小松原俊
6. 胸の振り子
  - 作詞: サトウハチロー、作曲: 服部良一、編曲: 木原健太郎
7. ゴンドラの唄
  - 作詞: 吉井勇、作曲: 中山晋平、編曲: 宇戸俊秀
8. 白いページの中に
  - 作詞・作曲: 柴田まゆみ、編曲: 澤近泰輔
9. 街の灯り
  - 作詞: 阿久悠、作曲: 浜圭介、編曲: 木原健太郎
10. 卒業写真
  - 作詞・作曲: 荒井由実、編曲: 佐藤準
11. はじまりはいつも雨
  - 作詞・作曲: 飛鳥涼、編曲: 佐藤準
12. 家族の食卓
  - 作詞: 斉藤由貴、作曲: 岡本朗、編曲: 小松原俊
13. ひだまりの詩
  - 作詞: 水野幸代、作曲: 日向敏文、編曲: 西海孝
14. 愛の景色
  - 作詞・作曲: 藤田恵美、編曲: 澤近泰輔

## 原曲
- 酒と泪と男と女 - 河島英五の1975年の楽曲。アルバム『人類』に収録され、翌年シングルカット。
- アザミ嬢のララバイ - 中島みゆきの1975年のデビュー曲。中島の2007年のコンサートでは、「ララバイSINGER」から繋がる構成で披露された。
- 乙女のワルツ - 伊藤咲子の1975年の楽曲。本アルバム収録曲の「ゴンドラの唄」をベースにしたとされる。
- 木蘭の涙 - スターダストレビューの1993年の楽曲。同年3月のアルバム『SOLA』に収録され、7月にシングルカット。
- 蘇州夜曲 - 渡辺はま子、霧島昇らが歌唱した1940年の楽曲。服部良一トリビュート盤では小田和正がカヴァーした。
- 胸の振り子 - 霧島昇の1947年の楽曲。服部良一トリビュート盤では井上陽水がカヴァーした。
- ゴンドラの唄 - 1915年の楽曲。松井須磨子や森繁久弥らが歌った。映画『生きる』（黒澤明監督）劇中使用曲。
- 白いページの中に - 柴田まゆみの1978年の楽曲。第15回ポプコン入賞曲。
- 街の灯り - 堺正章の1973年の楽曲。TBS系TVドラマ『時間ですよ』劇中歌。
- 卒業写真 - ハイ・ファイ・セットの1975年の楽曲。同年6月発売のアルバム『COBALT HOUR』で荒井由実がセルフカヴァー。
- はじまりはいつも雨 - ASKAの1991年の楽曲。パナソニックCM曲。同年のオリコン年間ヒットチャート第5位。
- 家族の食卓 - 斉藤由貴の1987年の楽曲。CX系トーク番組『斉藤さんちのお客様』ED曲。2007年にセルフカヴァーを発表。
- ひだまりの詩 - Le Coupleの1997年の楽曲。CX系TVドラマ『ひとつ屋根の下2』劇中歌、同年のオリコン年間ヒットチャート第3位。